# Spiricoelotes zonatus
Spiricoelotes zonatus là một loài nhện trong họ Agelenidae.
Loài này thuộc chi Spiricoelotes. Spiricoelotes zonatus được miêu tả năm 1997 bởi Peng & Jia-Fu Wang.